# Berthold Sterneck

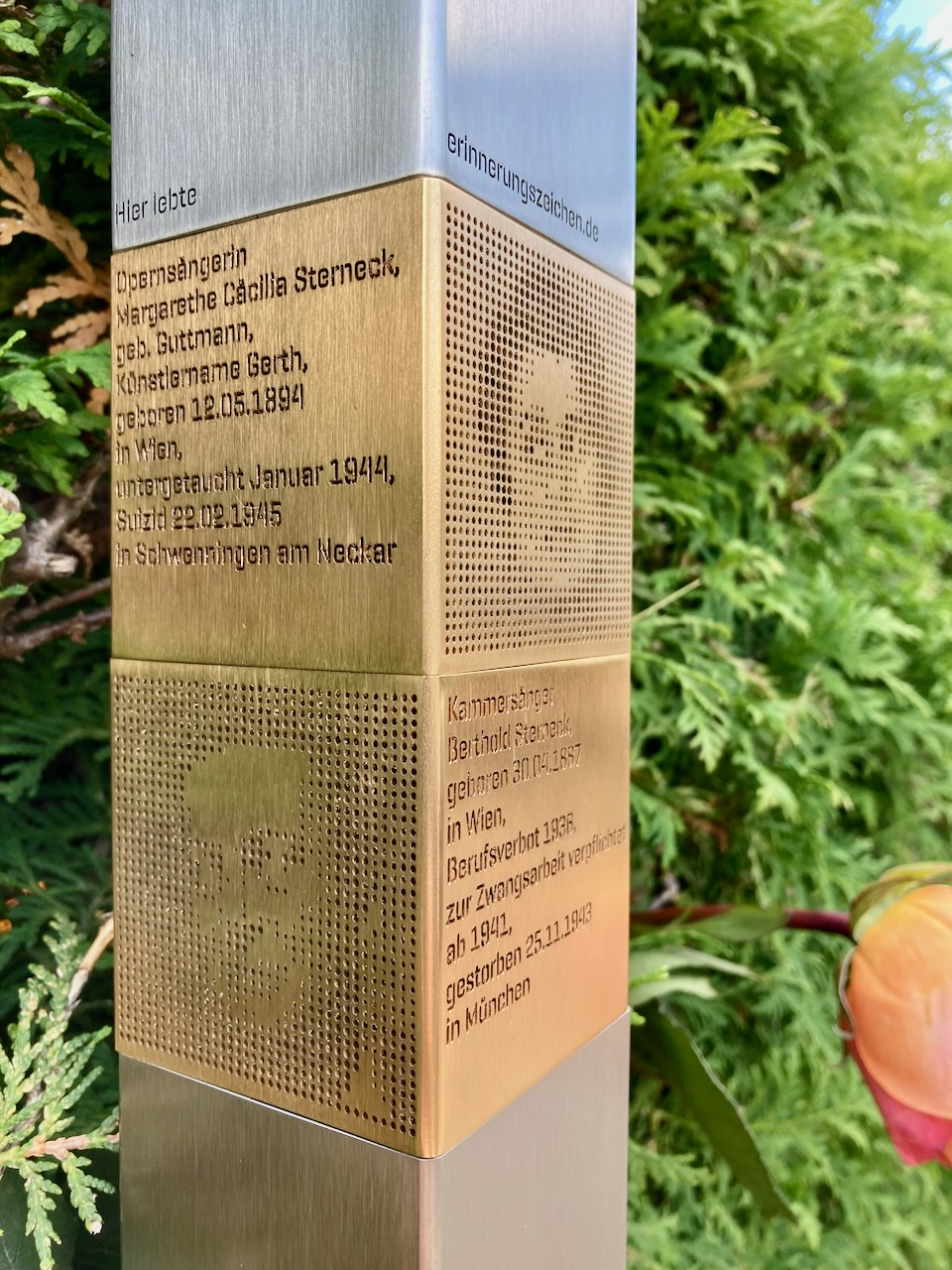
Reminder Berthold und Margarethe Sterneck

Berthold Sterneck, nascut Berthold Stern (Viena, 30 d'abril de 1887 - Múnic, 25 de novembre de 1943), va ser un cantant d'òpera austríac, considerat un dels més destacats baixos del món de parla alemanya i que va celebrar més èxits internacionals.
Va començar la seva carrera com a cantant d'òpera al teatre Saaz el 1913. En 1923 va ser convocat a l'Òpera Estatal de Baviera a Múnic. Després de 1933, Sterneck i la seva família van ser víctimes de la persecució per ser jueu durant l'era nazi i va ser acomiadat el 1936 Òpera Estatal de Baviera.
La Temporada 1929-1930 va cantar al Gran Teatre del Liceu de Barcelona.